# 五溝水芒果老樹
五溝水芒果老樹，是曾位於臺灣屏東縣萬巒鄉五溝村五溝水社區公園的芒果樹，被當地視為神樹，1998年病死後原處長出榕樹，村民繼續祭拜。

## 樹狀
五溝水芒果老樹位於東港溪上游兩條支流交會處的五溝水丘地，早年來此開墾的先人認為風水地理好，於是在樹下蓋了五溝水開庄伯公廟。一旁建有五溝水忠勇祠。村民鍾魁表示，當地傳說是有隻金雞走到樹下才讓芒果樹成長茁壯，因此每天都有人來祭拜。
在1990年代，五溝水芒果老樹已胸圍4公尺、胸徑1.4公尺、冠幅18平方公尺，並有植物寄生。因該樹被五溝村民視為該村的精神象徵，便以它及兩旁的廟為中心，募款興建了五溝社區公園。萬巒鄉鄉長林昌德以「古樹常青，綠水常流」形容此處的景色。村民吳梅元在退休後，常到五溝水社區公園作義工、為樹修整。1994年6月29日，萬巒鄉長林昌德為實現競選諾言，在高度15公尺的五溝水芒果老樹安裝避雷針。

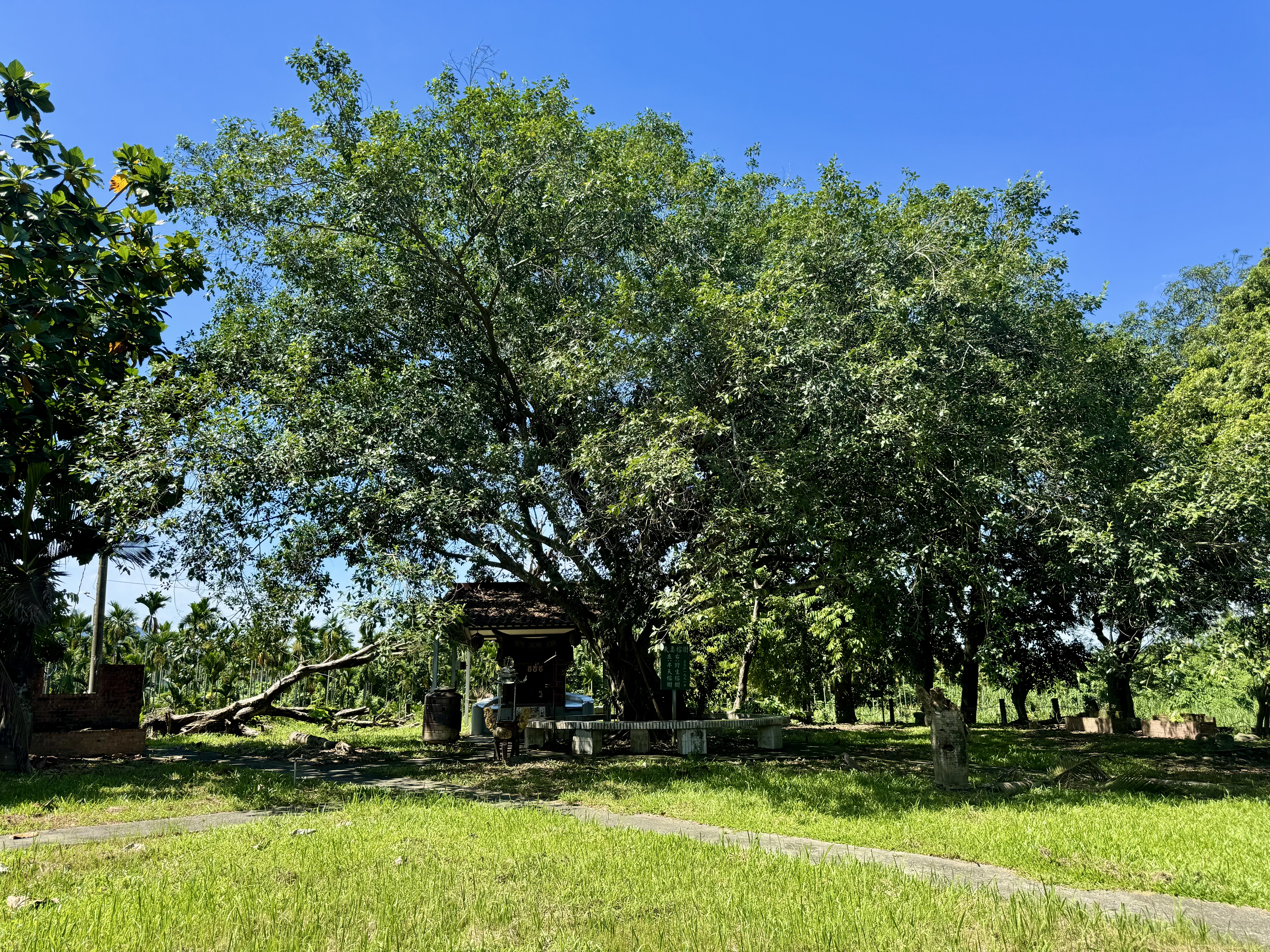
五溝水社區公園夫妻榕樹

1995年春，村民發現五溝水芒果老樹沒如往常一樣開滿花苞、且樹葉上出現黑斑，於是請縣政府、屏東技術學院教授來觀察。對於將老樹部分截枝以保住未受蟲害部分的建議，村民認為土地公不會同意，所以拖延。至1998年時，五溝水芒果老樹已枯死。後來，寄生在芒果老樹上的榕樹氣根逐漸延伸至地下而茁壯，一旁恰巧有一株榕樹竄出，兩株遂成為連理樹。
2015年，屏東縣政府文化處舉行「為屏東老樹過生日」系列活動，9月25日上午在五溝水社區公園舉行。當日，村民認為這對榕樹接替老芒果樹對村民的庇佑，於是繼續祭拜，並立牌取名「夫妻榕樹」。